# Plaatsopneming

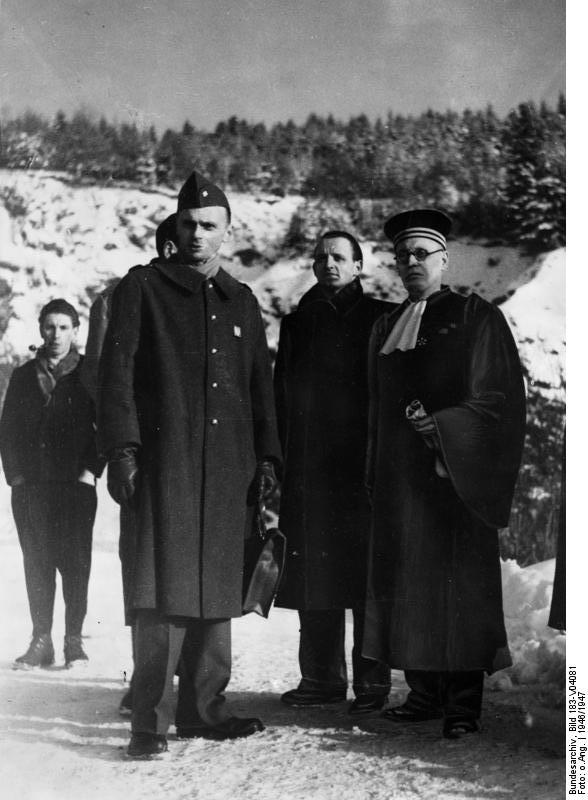
Voorbeeld van een plaatsopneming, hier evenwel in het kader van een strafrechtelijk proces, ten tijde van de Rastatter Prozesse die plaatsvonden in Duitsland kort na de Tweede Wereldoorlog. Rechts ziet men duidelijk de rechter.

Een plaatsopneming (Frans: descente sur les lieux; Duits: Ortstermin) is een rechtsfiguur in het Belgisch gerechtelijk recht waarbij de rechters, de partijen (eventueel vergezeld van hun advocaten) en eventuele getuigen een bezoek brengen aan een plaats die betrekking heeft op een burgerrechterlijk geschil. Vanuit een te letterlijke vertaling van de Franse term noemt men de plaatsopneming ook wel eens een afstapping (ter plaatse). De plaatsopneming is geregeld in de artikelen 1007 tot 1016 van het Gerechtelijk Wetboek (Ger.W.).

## Doel
Door het organiseren van een plaatsopneming kan de rechter zich bij de beoordeling van de zaak een beter beeld vormen van een feitelijke situatie. Het voordeel tegenover een deskundigenonderzoek is dat een plaatsopneming meer proceseconomisch is. In moeilijke technische kwesties is een deskundigenonderzoek echter meer aangewezen.

## Voorafgaandelijke procedure

### Opportuniteitsoordeel
Een rechter kan ambtshalve of op verzoek van een partij in het geding een plaatsopneming bevelen (art. 1007 Ger.W.). Het is evenwel geen verplichting voor de rechter om op een vordering tot plaatsopneming in te gaan. Bovendien moet de rechter de opportuniteit van deze onderzoeksmaatregel beoordelen. De wet stelt dat de voorkeur moet uitgaan naar meest eenvoudige snelle en goedkope onderzoeksmaatregel (art. 875bis Ger.W.).

### Verplichte plaatsopneming
In bepaalde uitzonderlijke gevallen stelt de wet of het decreet een verplichting in om een plaatsopneming te organiseren. In deze gevallen komt het de rechter niet toe om een opportuniteitsoordeel te vellen. Zulke verplichting is er met name bij gedingen over het toewijzen, afschaffen of verplaatsen van een recht van uitweg (art. 1371bis, tweede lid Ger.W.).
Een verplichte plaatsopneming is tevens voorzien in het kader van federale onteigeningen in hoogdringende omstandigheden, maar dit slechts bij gebreke aan overeenstemming tussen de onteigenaar en de onteigende (art. 3 en 4 van de Onteigeningswet Hoogdringende Omstandigheden van 26 juli 1962). In beide gevallen noemt de wet dit een verschijning ter plaatse.
De zesde staatshervorming maakte de drie Belgische gewesten bevoegd om onteigeningsprocedures te regelen (art. 6quater Bijzondere wet tot hervorming der instellingen (BWHI)).
Het Vlaams Onteigeningsdecreet van 24 februari 2017 voorziet voor onteigeningen in het Vlaamse Gewest niet in een verplichte plaatsopneming. Op de inleidende zitting kunnen partijen de vrederechter om plaatsbezoek verzoeken aan het onroerend goed dat het voorwerp uitmaakt van de procedure. In het Vlaamse Gewest moet vrederechter binnen acht dagen beslissen of hij hierop ingaat (art. 48, 7° en 49, §1 Vlaams Onteigeningsdecreet).
Het Waals onteigeningsdecreet van 22 november 2018 voorziet wel een verplichte verschijning ter plaatse (comparution sur les lieux) (art. 30, 33 en 34 Waals Onteigeningsdecreet). In het Waalse Gewest is de rechtbank van eerste aanleg bevoegd om kennis te nemen van deze geschillen, en niet de vrederechter.

### Rechterlijke beschikking
De beslissing tot plaatsopneming wordt genomen in een beschikking. Deze vermeldt de plaats, de dag en het uur van de plaatsopneming (art. 1008, eerste lid Ger.W.). De rechter kan ervoor opteren om daarbij persoonlijk aanwezig te zijn, maar kan evenzeer een rechter aanwijzen die de plaatsopneming zal bijwonen. Indien de rechter een andere rechter aanduidt om de plaatsopneming bij te wonen, wordt deze aangeduid in de beschikking (art. 1009 Ger.W.). De griffier stelt de partijen in kennis van deze beschikking met een gerechtsbrief (art. 1008, tweede lid Ger.W.).

### Kosten
De partij die een plaatsopneming vordert, moet op de griffie van de rechtbank een bedrag in consignatie storten dat een voldoende groot voorschot dient te zijn van de vervoerskosten van de rechter, de griffier en de partijen (art. 1016 Ger.W.). De wet kent op dit punt de Koning de bevoegdheid toe om de tarieven vast te leggen. Deze kosten alsook de overige kosten die de plaatsopneming met zich zou meebrengen, vallen onder de gerechtskosten (art. 1018, eerste lid, 4° 5° Ger.W.)

## Tijdens de plaatsopneming
De rechter heeft de mogelijkheid om ter plaatse getuigen te verhoren (art. 1011 Ger.W.). Tevens kan de rechter de bijstand van een gerechtsdeskundige vorderen (art. 986 Ger.W.). Partijen kunnen zich laten bijstaan door hun advocaat.
De verrichtingen tijdens de plaatsopneming, alsook de bevindingen die eruit zijn voortgekomen, worden in een proces-verbaal opgenomen. Dit document wordt nadien ter beschikking gesteld van de partijen (art. 1015 Ger.W.).
Een eventuele afwezigheid van de partijen tijdens de plaatsopneming staat er niet aan in de weg dat deze alsnog kan doorgaan (art. 1009 Ger.W.). Indien de plaatsopneming wordt uitgesteld of op een later moment wordt voortgezet, moet de griffier de afwezige partijen hier weerom van op de hoogte brengen met een gerechtsbrief (art. 1010, tweede lid Ger.W.). Evenwel kan de rechter in de beschikking bevelen dat partijen in persoon moeten verschijnen op de plaatsopneming (art. 1012 Ger.W.).

## Rechtsmiddelen
Partijen kunnen geen verzet of hoger beroep instellen tegen de beslissing van de rechter om een plaatsopneming te organiseren (art. 1008, eerste lid Ger.W.). Het aanwenden van deze rechtsmiddelen is evenmin mogelijk tegen de bevindingen die een rechter formuleert na de plaatsopneming (art. 1013 Ger.W.).

## Voorbeelden
Een plaatsopneming kan een handig instrument zijn bij bijvoorbeeld:
- het vaststellen van erfdienstbaarheden;
- het vaststellen van geur- of geluidshinder in het kader van burenhinder;
- het vaststellen van de leefomstandigheden in gehuurde woningen;
- het vaststellen van schade in het kader van aansprakelijkheidsvorderingen.

De vaststelling van overspel door een gerechtsdeurwaarder is geen plaatsopneming, maar is een aparte rechtsfiguur, geregeld in artikel 1016bis Ger.W.